# Allians för förändring
Allians för förändring (Alliance for Change) är ett politiskt parti i Guyana. 
Partiet bildades 2005 av parlamentarikerna Raphael Trotman från  Folkets nationalkongress, Khemraj Ramjattan från Folkets progressiva parti och Sheila Holder från Det arbetande folkets allians. Den förstnämnde valdes till partiledare.
I parlamentsvalet i augusti 2006 fick man 8,1 % av rösterna och 5 av 65 mandat. Därmed blev Allians för förändring landets tredje största parti.

## Politik
Partiet vill att etnisk tillhörighet ska spela en mindre roll i guyansk politik.
Man vill även reformera valsystemet, från det nuvarande systemet med två dominerande partier.